# Metro Detroit
Metro Detroit (abrégé de l'anglais Metropolitan Detroit) est l'aire métropolitaine construite autour de la ville de Détroit, dans l'État du Michigan, aux États-Unis. Metro Detroit est considéré comme l'un des piliers de l'économie américaine en raison de la présence des trois grands constructeurs automobiles Ford, General Motors et Fiat Chrysler Automobiles. Sa population est estimée à 4 292 060 habitants en 2012.

## Banlieues avec plus de 80 000 habitants
- Canton Township
- Clinton Charter Township
- Dearborn
- Livonia
- Sterling Heights
- Troy
- Warren
- Westland

## Banlieues de 50 000 à 80 000 habitants
- Dearborn Heights
- Farmington Hills
- Grosse Pointe
- Macomb Township
- Pontiac
- Redford Township
- Rochester Hills
- Royal Oak
- Saint Clair Shores
- Shelby Township
- Southfield
- Taylor
- Waterford Township
- West Bloomfield Township

## Autres banlieues notables
- Allen Park
- Auburn Hills
- Berkley
- Birmingham
- Bloomfield Hills
- Bloomfield Township
- Clawson
- Eastpointe
- Ecorse
- Ferndale
- Gibraltar
- Grosse Île
- Les cinq communautés Grosse Pointe
- Hamtramck
- Harper Woods
- Harrison Township
- Hazel Park
- Highland Park
- Huntington Woods
- Madison Heights
- Mount Clemens
- Northville
- Novi
- Oak Park
- Plymouth
- River Rouge
- Rochester
- Roseville
- Romulus
- Trenton